# Skeatia brutalis
Skeatia brutalis är en stekelart som först beskrevs av André Seyrig 1952.  Skeatia brutalis ingår i släktet Skeatia och familjen brokparasitsteklar. Inga underarter finns listade i Catalogue of Life.